# Lustrzana maska
Lustrzana maska (ang. MirrorMask) – brytyjski film fantasy z 2005 roku zrealizowany na podstawie scenariusza Neila Gaimana i Dave’a McKeana. Film jest niemal w całości animowany. Koszt jego produkcji wyniósł 4 miliony dolarów. Pracowało nad nim 17 osób przez 18 miesięcy.

## Obsada
- Nik Robson: Pingo
- Gina McKee: Joanne Campbell, Czarna Królowa, Biała Królowa
- Dora Bryan: Nan
- Stephanie Leonidas: Helena Campbell, Księżniczka (przeciwieństwo Heleny)
- Stephen Fry: Bibliotekarz
- Andy Hamilton: Mały Kosmaty
- Rob Brydon: Ojciec Heleny / Premier
- Fiona Reynard: Recepcjonistka
- Robert Llewellyn: Gryphon

## Opis fabuły
Film opowiada o córce cyrkowców, Helenie, która marzy o tym, by uciec i żyć samodzielnie z dala od magicznych sztuczek. Matka Heleny zaczyna chorować, a dziewczynka jest pewna, że to jej wina. W przeddzień operacji Helena we śnie przenosi się do fantastycznego świata, którym rządzą dwie bliźniacze królowe o wyglądzie jej matki, stojące po stronie dobra i zła. Harmonia w królestwie została zachwiana, gdyż Biała Królowa zapadła na nieznaną chorobę, z tego powodu świat się rozpada. Jedyną szansą na jego uratowanie jest odnalezienie Lustrzanej Maski. Helena podejmuje się tego zadania.

## Nagrody
- Nagroda Publiczności na Sarasota Film Festival
- Nagroda Publiczności na Utopiales Film Festival
- Nagroda Młodego Jury na MFF w Locarno
- Nominacja do Złotego Leoparda
- Nagroda Publiczności na MF filmów science fiction w Nancy
- Nagroda za najlepszą charakteryzację i scenografię na festiwalu w Sitges